# Allobaccha basalis
Allobaccha basalis är en tvåvingeart som först beskrevs av Walker 1861.  Allobaccha basalis ingår i släktet Allobaccha och familjen blomflugor. Inga underarter finns listade i Catalogue of Life.